# Siuralialuk Island
Siuralialuk Island är en ö i Kanada.   Den ligger i territoriet Nunavut, i den östra delen av landet, 1 700 km nordost om huvudstaden Ottawa. Arean är 10,4 kvadratkilometer.
Terrängen på Siuralialuk Island är platt. Öns högsta punkt är 104 meter över havet. Den sträcker sig 4,8 kilometer i nord-sydlig riktning, och 4,2 kilometer i öst-västlig riktning.
Trakten runt Siuralialuk Island består i huvudsak av gräsmarker.